# Thao thiết

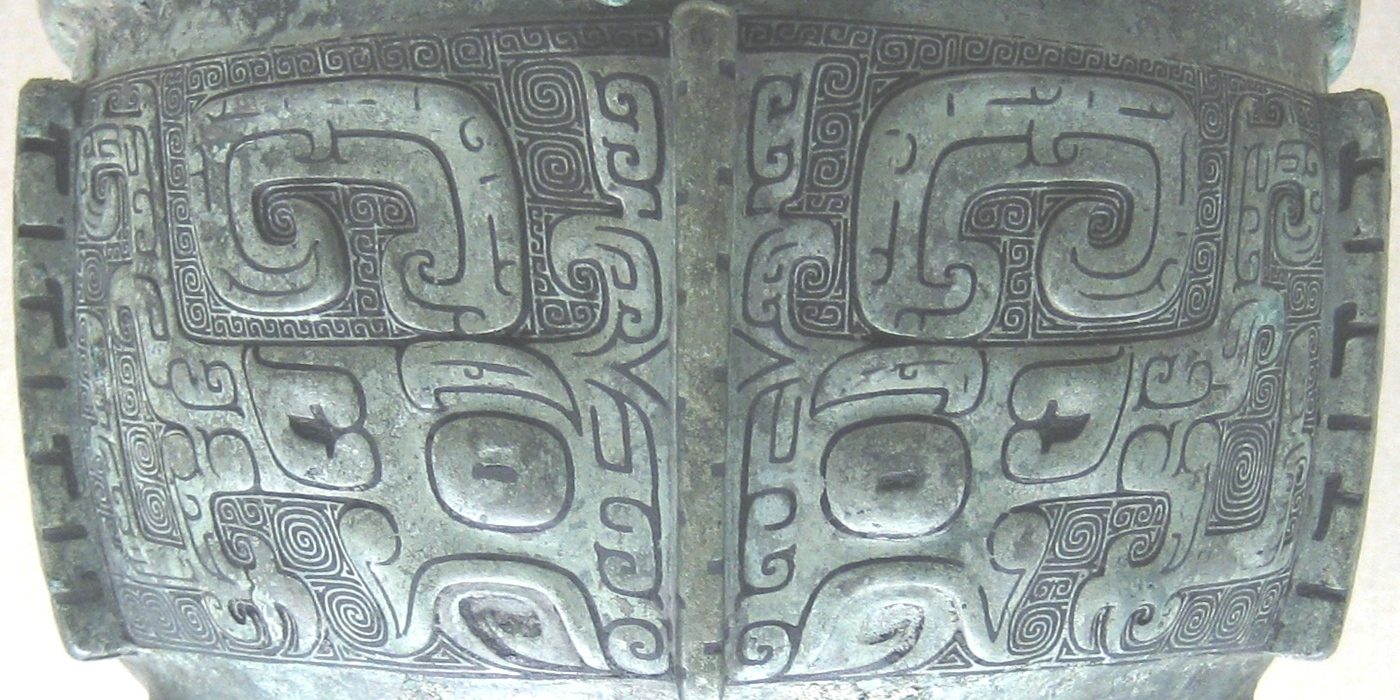
Thao Thiết trên một vại đồng thời cuối nhà Thương.

Thao Thiết (tiếng Trung: 饕餮; bính âm: tāotiè) là một hình tượng thường được tìm thấy trên các vật dụng bằng đồng thời nhà Chu và nhà Thương. Thiết kế thường có hình dạng một gương mặt chính diện của thần thú, đối xứng hai bên, với cặp mắt to và thường là không có phần hàm dưới. Một số người cho rằng hình tượng này có thể được tìm thấy trong các mảnh ngọc ở thời đại đồ đá mới, chẳng hạn như trong văn hóa Lương Chử (3300—2000 TCN).

## Truyền thuyết
Thần thoại Trung Hoa như sách Sơn Hải Kinh và Tả truyện thì thao thiết là một trong "Tứ đại hung thú" gồm Thao Thiết, Hỗn Độn, Đào Ngột và Cùng Kỳ. Nó được mô tả như một loài mãnh thú hung ác, có sức mạnh to lớn, rất tham ăn, thấy gì ăn nấy, là biểu tượng cho sự tham lam dục vọng. 
- Sách Thần dị kinh kể về loài này rất đáng sợ: "Tây nam phương hữu quỷ yên, thân đa mao, đầu thượng đái thỉ, tham như ngận ác, tích tài nhi bất dụng, thiện đoạt nhân cốc vật" (Ở phía tây nam có giống quỷ thân mình nhiều lông, trên đầu đội con lợn, tham lam độc ác, tích lũy của cải mà không dùng, giỏi cướp thóc lúa của người).
- Sách Sơn hải kinh cũng có miêu tả về loài thú này như sau: "Câu Ngô chi sơn kì thượng đa ngọc, kì hạ đa đồng, hữu thú yên, kì trạng như dương thân nhân diện, kì mục tại dịch hạ, hổ xỉ nhân trảo, kì âm như anh nhi, danh viết Bào hào, thị thực nhân." (Ở núi Câu Ngô, trên núi có nhiều ngọc, dưới núi có nhiều đồng, có loài thú ở đó, hình dạng của nó là mình dê mặt người, mắt ở dưới nách, răng như hổ, móng tay chân như người, tiếng của nó như tiếng trẻ con, tên là Bào hào, là giống ăn thịt người).
- Sách Tiên tri trong Lã Thị Xuân Thu viết "Chu đỉnh trứ thao thiết, hữu thủ vô thân, thực nhân vị yết, hại cấp kỳ thân, dĩ ngôn báo canh dã" tức "Trong đỉnh đồng nhà Chu có khắc con thao thiết, có đầu mà không có thân, ăn thịt người nhưng chưa nuốt chửng đã chết rồi, nghe đời trước nói lại như vậy". Đây là miêu tả đầu tiên gắn liền con thao thiết với các họa tiết nhà Thương, Chu.

Hình ảnh Thao Thiết được nhắc đến từ thời xưa tuy nhiên thực sự phải tới thời Minh mới có những ghi chép đáng chú ý như cuốn Hoài lộc đường tập (懷麓堂集) của Lý Đông Dương.Thuở xưa Thao Thiết được nhắc đến như một loài kì thú riêng biệt, sau này tới nhà Minh lần đầu tiên mới được liệt kê trong 9 đứa con của Rồng.
Hình tượng Thao Thiết qua nhiều tài liệu chung quy có các điểm chung như sau: Miệng rộng, thân ngắn, tính tình hung ác, tham lam vô độ nên thường được trang trí trên các bát ăn cốc uống nhằm nhắc nhở việc ăn uống nên điều độ.